# جامعة الشعوب العربية والإسلامية

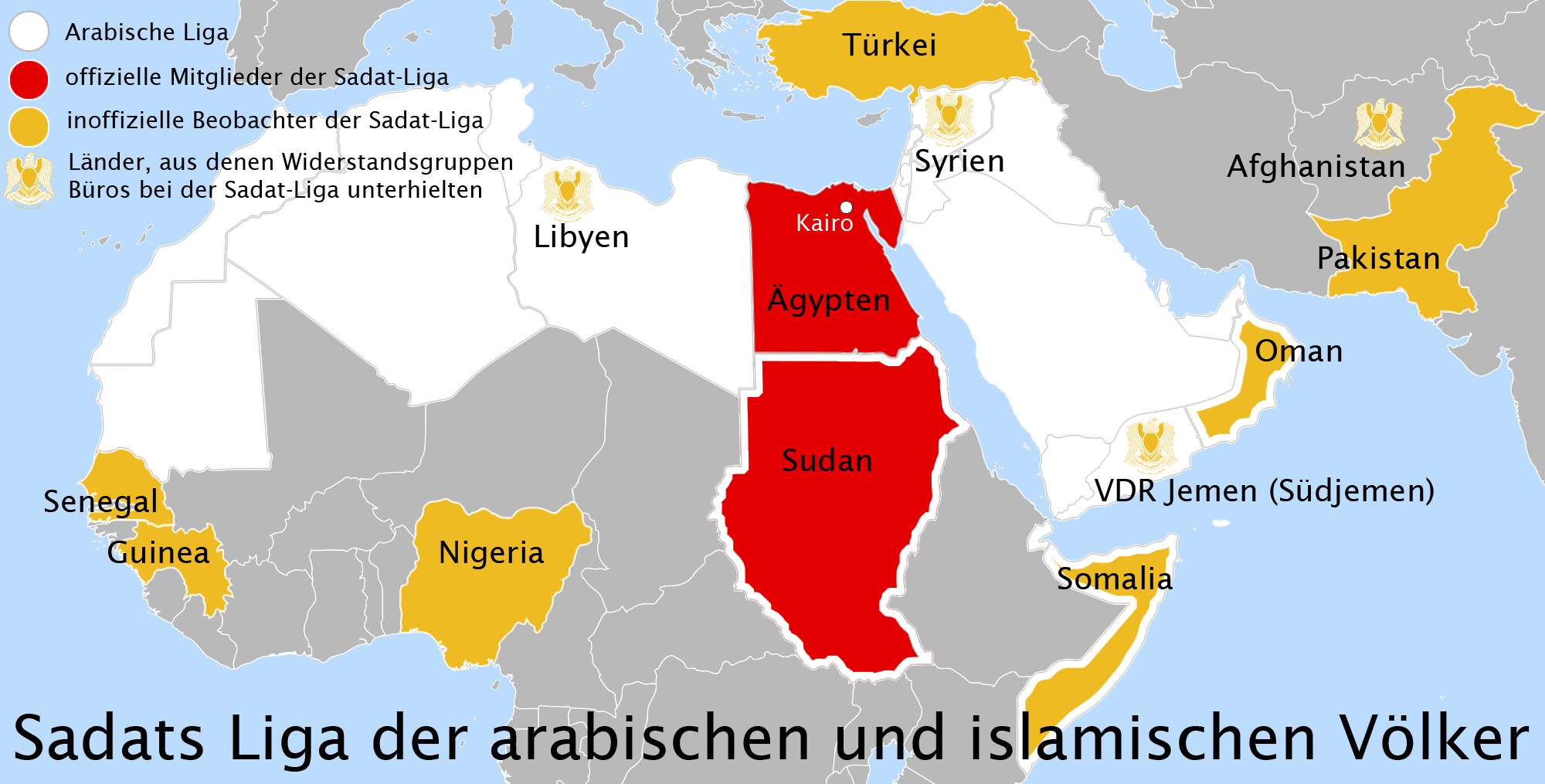

جامعة الشعوب العربية والإسلامية هي منظمة دولية أسسها الرئيس المصري محمد أنور السادات عام 1980 ككيان بديل لجامعة الدول العربية ومنظمة المؤتمر الإسلامي.
لم تنعم المنظمة، التي جاءت كرد على تعليق عضوية مصر في كلا المنظمتين في أعقاب توقيع معاهدة السلام مع إسرائيل، بالنجاح المأمول ولم ينضم لها رسميا عدا مصر إلا السودان التي أبقت كذلك على عضويتها في جامعة الدول العربية. تم حل المنظمة في عام 1983 على يد الرئيس المصري محمد حسني مبارك في سعيه للتآخي مع الدول العربية.

## الوضع حينذاك
أعلن السادات في 9 نوفمبر 1977 أمام مجلس الشعب المصري إستعداده للتوجه إلى إسرائيل من أجل إجراء مباحثات سلام. دفع ذلك ليبيا تحت قيادة معمر القذافي بالاشتراك مع الجزائر وسوريا واليمن الجنوبي والعراق ومنظمة التحرير الفلسطينية إلى الدعوة لإنشاء جبهة الصمود والتصدي للمساعي المصرية.
تم تجميد كافة العلاقات الدبلوماسية مع مصر في أول قمة للجبهة في ديسمبر من هذا العام.
السادات الذي لم يئبأ بذلك استمر في مسعاه نحو السلام والذي إنتهى بتوقيع إتفاقية كامب ديفيد مع إسرائيل. في أثناء ذلك استطاع معمر القذافي في حشد الدعم لقرار طرد مصر من جامعة الدول العربية وتم الموافقة على القرار في القمة العربية ببغداد عام 1978 وتم نقل مقر جامعة الدول العربية من القاهرة إلى تونس. تم كذلك تعليق عضوية مصر في منظمة المؤتمر الإسلامي في نفس العام. بدأت بذلك حقبة من العزلة السياسي ضد مصر حيث لم تبقي إلا ثلاثة دول عربية على علاقاتها الدبلوماسية مع مصر وهي السودان وعمان والصومال.
ردا على ذلك، فكر السادات في إعادة إحياء مخطط سابق له بتوسيع دائرة جامعة الدول العربية لتشمل كافة الدول الإسلامية بما فيها الدول الإفريقية الواقعة جنوب الصحراء الكبرى.

## النشاط
كان أول اجتماع للمنظمة الجديدة في 10 نوفمبر عام 1980 تحت رئاسة السادات وفي مبنى جامعة الدول العربية السابق. لم يشارك في الاجتماع من الوفود الرسمية إلا مصر والسودان. على صعيد الوفود غير الرسمية كانت هناك وفود من غينيا ونيجريا وعمان وباكستان والسنغال والصومال وتركيا. تم انتخاب السادات رئيسا للمنظمة ووزير الأوقاف المصري نائبا له وتم اختيار سيد نوفل نائب أمين جامعة الدول العربية سابقا كأمينا عاما للمنظمة.
رحب السادات بإنشاء مكاتب لمنظمات تحرير في أفغانستان وليبيا وسوريا واليمن الجنوبي. على أرض الواقع لم يتم إلا إنجاز مكتب لأفغانستان تبرعت بتكاليفه مصر.

## حل المنظمة
رغم تغيير اسم المنظمة لتكون جامعة الشعوب الإسلامية لم تنجح المنظمة في تقليل حدة العزلة التي واجهتها مصر. بعد إغتيال الرئيس أنور السادات ووصول نائبه محمد حسني مبارك لسدة الحكم تغيرت السياسة المصرية وبدأت محاولات مصر لإعادة العلاقات مع أشقائها العرب. تم حل المنظمة رسميا في 28 فبراير 1983. في العام التالي تم إعادة عضوية مصر في منظمة المؤتمر الإسلامي.